# چوب‌خزک چانه‌سفید
چوب‌خزک چانه سفید (نام علمی: Dendrocincla merula) گونه‌ای از پرندگان در زیرتیرهٔ چوب‌خزکان (Dendrocolaptinae) از تیرهٔ تنور (Furnariidae) است. در بولیوی، برزیل، کلمبیا، اکوادور، گویان فرانسه، گویان، پرو، سورینام و ونزوئلا یافت می‌شود.